# Mont-Saint-Guibert
Mont-Saint-Guibert (wa. Mont-Sint-Wubert) – miejscowość i gmina (commune) w środkowej Belgii, w Regionie Walońskim, w prowincji Brabancja Walońska, w okręgu Nivelles. 
Nazwa miejscowości pochodzi od św. Wiberta.

## Podział administracyjny
W skład gminy wchodzą dwie dzielnice (section):
- Corbais (Korbeek)
- Hévillers